# Santiago Challenger (2004-2010)
Il Santiago Challenger, noto come Copa Petrobras Santiago per ragioni di sponsorizzazione, era un torneo professionistico maschile di tennis giocato sulla terra rossa che faceva parte dell'ATP Challenger Tour. Si sono giocate in totale quattro edizioni a Santiago in Cile dal 2004 al 2010.

## Albo d'oro

### Singolare
| Anno       | Campione        | Finalista             | Punteggio     |
| ---------- | --------------- | --------------------- | ------------- |
| 2004       | Óscar Hernández | Nicolás Lapentti      | 7–6(4), 6–4   |
| 2005       | Júlio Silva     | Rubén Ramírez Hidalgo | 6–2, 6–3      |
| 2006- 2008 | Non disputato   | Non disputato         | Non disputato |
| 2009       | Eduardo Schwank | Nicolás Massú         | 6–2, 6–2      |
| 2010       | Fabio Fognini   | Paul Capdeville       | 6–2, 7–6(2)   |

### Doppio
| Anno       | Campione                                      | Finalista                          | Punteggio     |
| ---------- | --------------------------------------------- | ---------------------------------- | ------------- |
| 2004       | Enzo Artoni Ignacio González King             | Brian Dabul Damián Patriarca       | 6–3, 6–0      |
| 2005       | Daniel Köllerer Oliver Marach                 | Lucas Arnold Ker Giovanni Lapentti | 6–4, 6–3      |
| 2006- 2008 | Non disputato                                 | Non disputato                      | Non disputato |
| 2009       | Eduardo Schwank Diego Cristi                  | Juan Pablo Brzezicki David Marrero | 6–4, 7–5      |
| 2010       | Daniel Muñoz de la Nava Rubén Ramírez Hidalgo | Nikola Ćirić Goran Tošić           | 6–4, 6–2      |